# ギュンター・ウェント
ギュンター・F・ウェント（Günter F. Wendt, Guenter Wendt、1923年8月28日 - 2010年5月3日）は、ドイツ生まれのアメリカ合衆国の機械工学者である。アメリカの有人宇宙飛行プログラムに関わったことで知られる。当初はマクドネル・エアクラフト社の社員で、後にノースアメリカン・ロックウェル社に引き抜かれた。マーキュリー計画とジェミニ計画の全て（1961- 1966年）、およびアポロ計画の有人フェーズ（1968 - 1966年）において、ケネディ宇宙センターの発射台での宇宙船の閉鎖クルーを担当した。ウェントの正式な称号はパッドリーダー（Pad Leader、発射台責任者）だった。"Wendt"のドイツ語での読みは「ヴェント」であり、渡米後は英語風に「ウェント」と読まれるようになった。
NASAのドキュメンタリー映画では、ウェントは白い服を着て蝶ネクタイをつけ、白い帽子を被り、眼鏡をかけた痩せた男として登場する。通常はハッチの近くに立ってクリップボードを手にしているか、着席している乗組員をかがめさせ、打ち上げのための安全ハーネスを引っ張っている。

## 生涯

### 若年期
ドイツのベルリン出身である。機械工学を学び、第二次世界大戦中はナチス・ドイツのために戦い、ドイツ空軍の夜間戦闘機で航空機関士を務めた。 また、戦争の間に、航空機の建造について学び、4年間の見習いを修了した。
ドイツの敗戦後、占領下のドイツではエンジニアの雇用機会がほとんどなかったため、ウェントは1949年にアメリカに移住することを決めた。両親の離婚後アメリカに移住していた父と、ミズーリ州セントルイスで合流した。防衛産業の請負業者であるマクドネル・エアクラフト社は、ウェントをエンジニアとして採用することに関心を持っていたが、同社がアメリカ海軍と契約していたため、ドイツの国籍を有する者を雇用することができなかった。ウェントはトラック整備士の仕事を見つけ（それまでトラックの整備をしたことはなかったが）、1年以内に整備店の店長になった。1955年にアメリカの市民権を取得し、その後まもなくマクドネル社に雇用された。

### マクドネル・エアクラフト

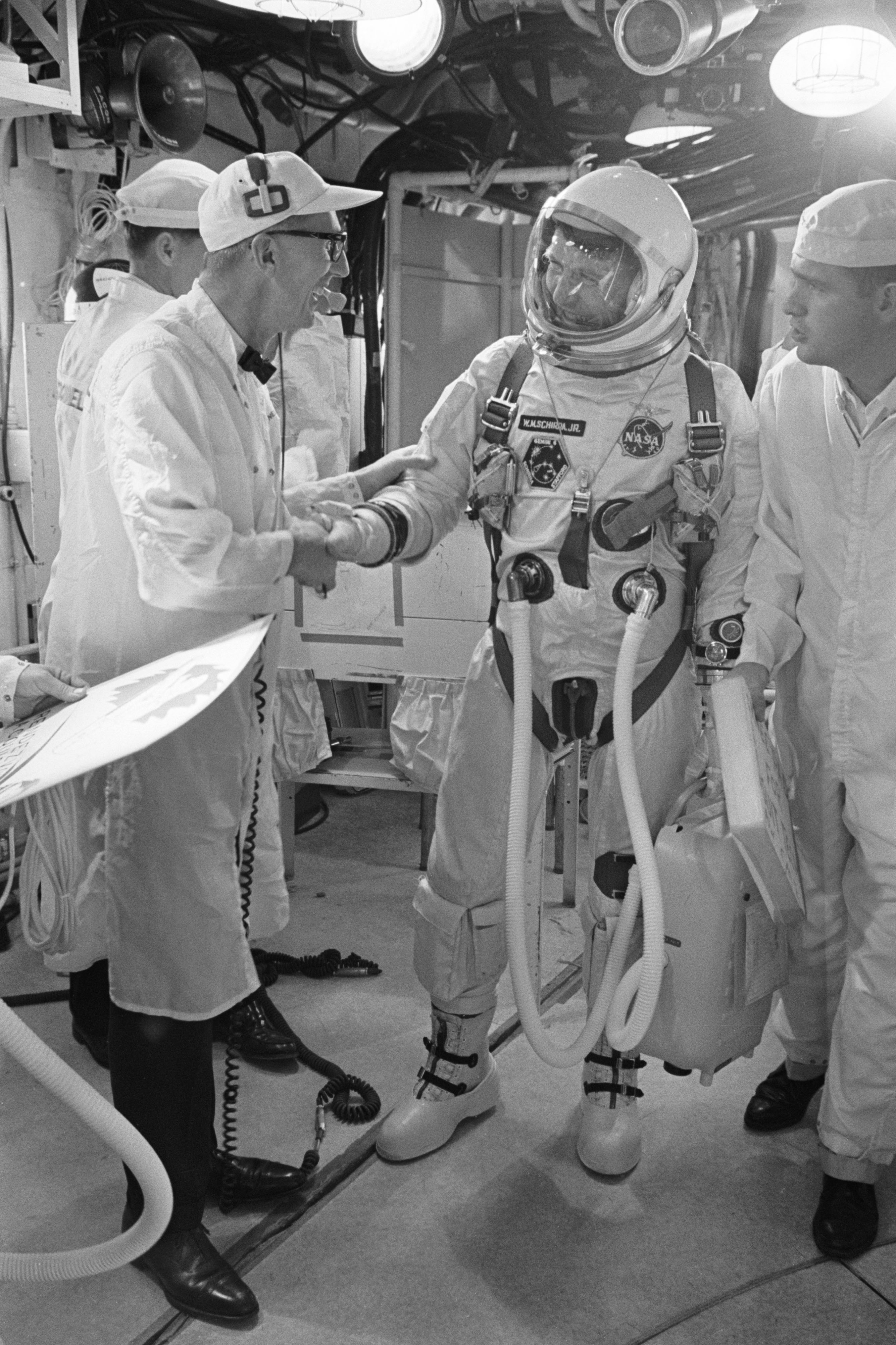
発射台のホワイトルームに到着したウォルター・シラー宇宙飛行士と握手を交わすウェント

マクドネル社のエンジニアとして、ウェントは1961年以降のマーキュリー計画とジェミニ計画の有人宇宙飛行で、ケネディ宇宙センター(KSC)の発射台での準備を監督した。宇宙飛行士たちからは、ウェントは「幸運の人物」と見なされるようになった。宇宙船のハッチを閉めるウェントは、宇宙飛行士が打ち上げ前に見る最後の人物であり、乗組員と冗談を交わす顔は頼もしく見えた。
ウェントは、乗組員の乗り込みと固定、宇宙船の計装・スイッチ・制御が発射に適していることの確認、ハッチの固定を担当する発射台のホワイトルームの最終責任者だった。ウェントの許可なしにホワイトルーム内の物に触ることは許されなかった。
私が偏狭だなんてことはありません。私のやり方でやれば、まったく問題はありません。—ウェント
かつて頑固なエンジニアが、ウェントの許可を得ずに、勝手に宇宙船の設計を変更しようとした。ウェントは警備員を呼び出して彼を連れ去らせた。
（警備員の）男がエレベーターにやって来て、彼は（そのエンジニアに）「あなたは私に手錠をかけられたいですか? それとも一人で行きますか?」と訊ねました。そのエンジニアはあごを落とし（て驚き）ましたが、彼は連れ去られました。このシステムは間違っているかもしれませんが、私はそれでかなり良い成功を収めています。うまくいかないなら私の方が出て行きます。妥協することはできません。—ウェント
ユーモアのセンスで知られるピート・コンラッド宇宙飛行士は、かつてウェントについて次のように述べている。
ギュンターと仲良くするのは簡単です。 あなたがしなければならないことは、彼に同意することだけです。
マーキュリー計画の宇宙飛行士のジョン・グレンは、ウェントのことを親しみを込めて「発射台の総統」(der Führer of der Launch Pad)とドイツ語混じりの英語で呼んでいた。これは、発射台クルーに対する、効率的で、規律がありながら、ユーモアのあるリーダーシップに敬意を評したものだった。機器の構成管理と安全への取り組みに対する彼の厳格なアプローチは宇宙飛行士に歓迎され、その尊敬を集めた。グレンのマーキュリー計画での飛行の前に、ウェントはグレンの妻を安心させようとして、次のように言った。
アニー。我々はジョンの安全な帰還を保証することはできません。これはおそらく嘘です。誰もあなたにこれを保証することはできません。関係する機械が多すぎます。私があなたに保証できるたった一つのことは、宇宙船が離陸するとき、それは打ち上げのために可能な限り最高の状態にあるということです。万が一、宇宙船に何かあったら、事故のことを話して、真っ直ぐに私を見て「私達は最善を尽くした」と言ってもらいたいと思います。そうすれば私の良心は明確になり、私のガイドラインがどこにあるのかがわかります。
1967年1月、NASAはアポロ計画の請負業者をノースアメリカン（まもなくノースアメリカン・ロックウェルになる）に変更した。しかし、ウェントはマクドネル社に在籍したままだった。そのため、この期間に発生した、宇宙飛行士3人がテスト中に死亡したアポロ1号の火災事故には一切関与していない。事故後、実際にはウェントは事故現場にいて、致命的な問題を把握しており、それが入っていれば悲劇を回避できたと言う者が何人かいた。しかし、ウェント自身は、そんなことは誰も信じないだろうと思っていた。
私はそのことを非常に重大に受け止めており、それがおそらく、私がそこにいなかったということを意味しています。

### ノースアメリカン・ロックウェル

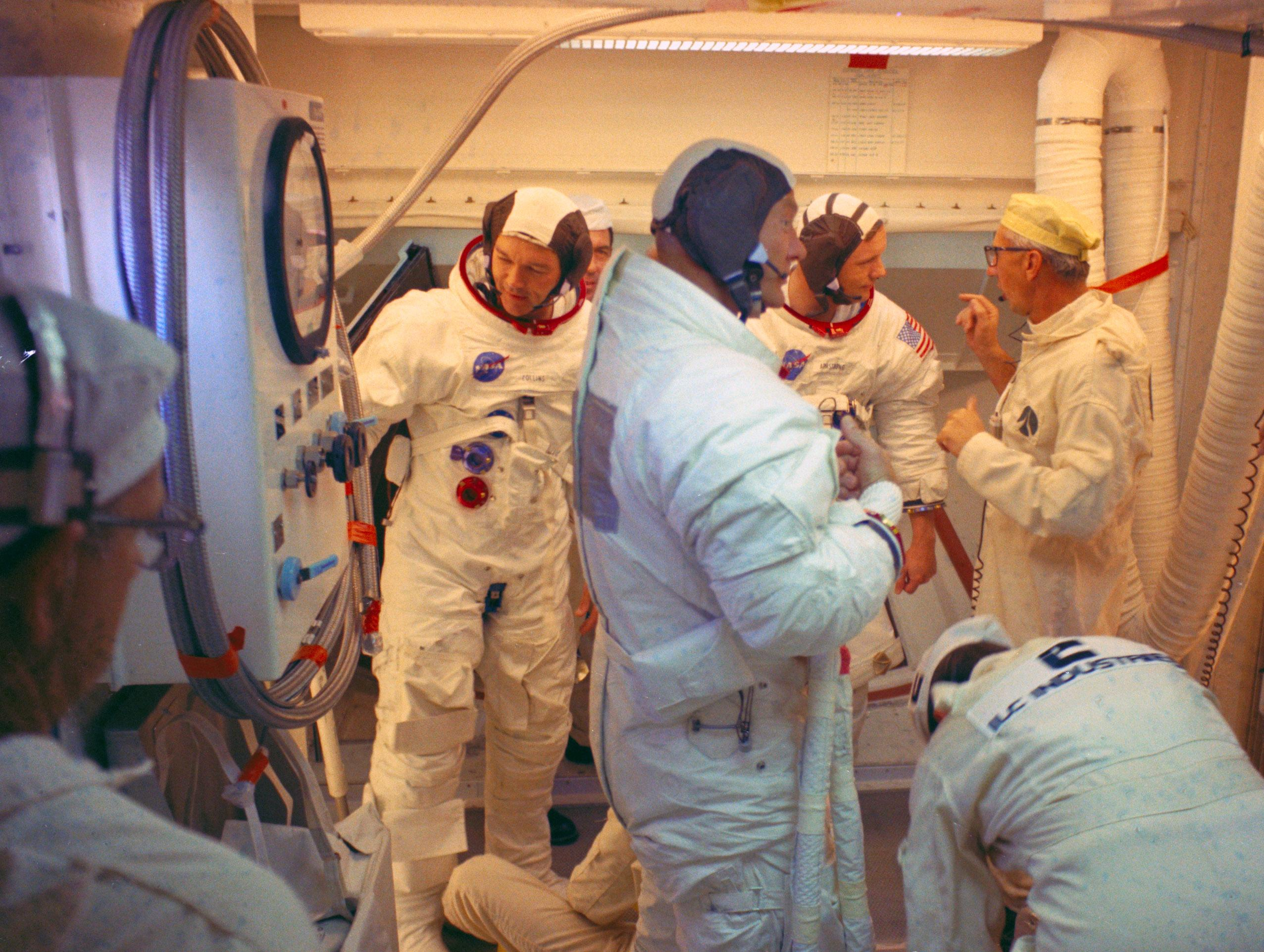
LC-39Aのホワイトルームにて。アポロ11号の乗組員（コリンズ、オルドリン、アームストロング）とウェント（右のメガネを掛けた人物）

アポロ7号の船長で、マーキュリー計画とジェミニ計画も経験しているベテラン宇宙飛行士であるウォルター・シラーは、アポロ7号の発射台責任者をウェントに担当させることを主張し、主任宇宙飛行士のドナルド・スレイトンにノースアメリカン社にウェントを雇わせるよう説得した。 それが叶うと今度は、ノースアメリカン社の副社長兼ゼネラルマネージャーであるバズ・ヘローに、ウェントのシフトを深夜から昼間に変更して、アポロ7号の発射台責任者を担当させるように、シラー自身が個人的に説得した。
アポロ7号のハッチが締められ、ウェントの顔が見えなくなると、乗組員のドン・エイゼルは地上に対して、ドイツ語訛りの英語で"I vonder vere Guenter Vendt"（ギュンター・ヴェントはどこだ?）と通信した。
他のアポロ計画の宇宙飛行士もウェントに対して高い敬意を表し、ウェントはスカイラブ計画やアポロ・ソユーズテスト計画のミッションにおいても発射台責任者であり続けた。
KSCで初期のスペースシャトルの飛行にかかわった後、1989年に引退した。

### 晩年
ウェントの妻ヘルマ(Herma)は、40年以上の結婚生活を経て1993年に亡くなった。
ウェントは後にいくつかのテレビや映画において技術コンサルタントを務めた。2001年には、自伝"The Unbroken Chain"（壊れない鎖）（Apogee Books、ISBN 1-896522-84-X）をラッセル・スティルと共同執筆した。また、多くの初期の宇宙飛行士との個人的な友人であり続けた。
ウェントは、2004年の『パレード』誌へのインタビューで、テレビドラマ『チアーズ』の俳優ジョージ・ウェント(George Wendt)宛のファンメールが時々届くと述べた。
ウェントは2010年5月3日、フロリダ州メリット島の自宅で、鬱血性心不全と脳卒中により死去した。死去の時点で、娘が3人、孫が5人、曾孫が1人、玄孫が1人いた。

## 賞と栄誉
ウェントは、NASAからの感謝状、シルバー・スヌーピー賞を受賞している。2009年にNASA生涯功労賞を受賞した。
2009年にカラル・アルト天文台でドイツの天文学者フェリックス・ホルムスによって発見されたメインベルト小惑星429033は、「ギュンターウェント」と命名された。

## 大衆文化において
ウェントは、アメリカの宇宙計画に関する多くの映画やテレビ番組で描かれている。 
- 1995年の映画『アポロ13』では、ハンガリー出身の俳優アンドレ・ヒューレス(Endre Hules)が演じている。宇宙飛行士のジム・ラヴェル（演:トム・ハンクス）は、宇宙服に身を包みながら、ドイツ語訛りの英語でウェントと冗談を交わし、アポロ7号でエイゼルが言っていた"I vonder vere Guenter Vendt"のセリフを繰り返す。
- 1998年のHBOのテレビドラマ『フロム・ジ・アース/人類、月に立つ』では、マックス・ライトが演じている。第1話にて「名もなきエンジニア」の一人として焦点が当てられている。
- 1999年のディスカバリーチャンネルのドキュメンタリー"In Search of Liberty Bell 7"では、着水後、カプセルの中に浸水したマーキュリー・レッドストーン4号を引き上げるためにウェントも着水地点に向かっている。
- 2018年の映画『ファースト・マン』では、スティーブ・コールター(Steve Coulter)が演じている。